# Iglesia de San Martín (Aviá)
La iglesia de San Martín de Aviá es un edificio religioso de la población de Aviá perteneciente a la comarca catalana del Bergadá en la provincia de Barcelona. Es una iglesia neoclásica incluida en el Inventario del Patrimonio Arquitectónico de Cataluña y protegida como Bien Cultural de Interés Local.

## Historia
La iglesia primitiva fue consagrada en enero del 907 por el obispo Nantigís de la Seo de Urgel. Fue edificada por el conde Wifredo el Velloso y sus seguidores. Fue su hijo Miró el Joven quien la consagró como iglesia de iam villam nominatam Avizano cum suis villaribus. El pueblo de Avià se construyó alrededor de la parroquia de San Martín.
De la iglesia prerrománica y románica no queda prácticamente nada, sólo un capitel románico muy dañado, conservado en una vivienda privada que se edificó sobre la iglesia arruinada. En el siglo XVIII se levantó la nueva parroquia fuera del núcleo histórico.
Está situada en la zona más antigua de la población, cerca de la casa del ayuntamiento. La actual iglesia moderna es ya del siglo XVIII, con modificaciones un siglo posteriores. La vicaría se utilizó como prisión en ese mismo siglo. La parroquia recibía parte de los censos de los agricultores que dependían de la parroquia de San Pedro de Madrona.
Durante la primera Guerra Carlista, antes de la toma de Berga, en la vicaría de Avià se instaló el cuartel general carlista, y también el conde de España, que fue destituido el 26 de octubre de 1839 y hecho prisionero en la misma vicaría antes de ser asesinado en el «Pont d'Espia» el 2 de noviembre de ese mismo año.

## Descripción
El edificio consta de una sola nave sin ábside y con capillas laterales. El paramento murario del cuerpo del edificio está realizado con grandes sillares de piedra bien escuadrados y dispuestos en hiladas, y luego revocado. Este difiere del campanario, sillares pulidos, perfectamente escuadrados y dejados a la vista; posiblemente responde a una segunda campaña constructiva. La iglesia está cubierta a dos aguas con teja árabe. La fachada, bastante austera, está orientada hacia la cara norte. Destaca el campanario a los pies de la iglesia, de planta cuadrada y altura considerable, con aberturas sólo en el último piso y con una barandilla balaustrada a modo de remate. Iluminando el presbiterio hay dos pequeñas aberturas cuadradas en los laterales y, en la zona superior, un óculo. Adosada al muro de levante encontramos la vicaría, también del siglo XVIII.